# Кэльмутылькикэ
Кэльмутылькикэ (устар. Хэй-Мутый-Кикя) — река в России, протекает по территории Ямало-Ненецкого автономного округа. Устье реки находится в 53 км по правому берегу реки Корылькы. Длина реки составляет 31 км. В 6 км от устья, по правому берегу реки впадает река Сенькина.

## Данные водного реестра
По данным государственного водного реестра России относится к Нижнеобскому бассейновому округу, водохозяйственный участок реки — Таз. Речной бассейн реки — Таз.
Код объекта в государственном водном реестре — 15050000112115300065697.